# Maréchaussée (Indes néerlandaises)
Pour les articles homonymes, voir Maréchaussée.

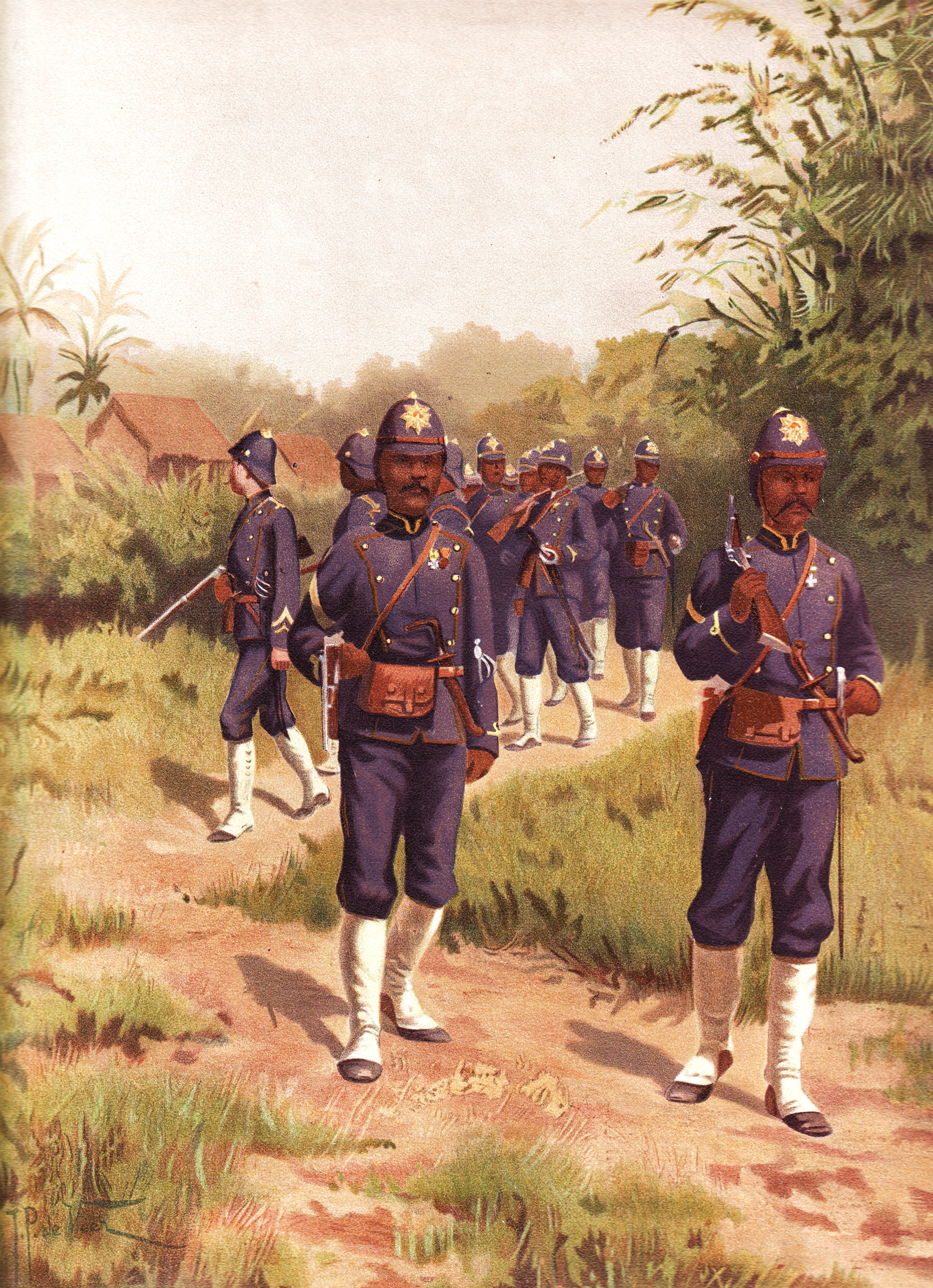
Le Korps Marechaussee en 1900

La création du corps de la maréchaussée à pied, en néerlandais Korps Marechaussee te voet en 1890 fut la réponse tactique de l'armée royale des Indes néerlandaises (KNIL) lors de la guerre d'Aceh dans le nord de Sumatra (aujourd'hui une île de l'Indonésie, à l'époque des Indes néerlandaises. Le corps de la maréchaussée à pied a existé jusqu'en 1942, date de l'invasion japonaise des Indes néerlandaises. Il ne faut pas confondre ce corps avec la Maréchaussée royale ou Koninklijke Marechaussee des Pays-Bas.

## Histoire
Le corps fut créé à l'initiative du capitaine d'infanterie G. G. J. Notten, qui en fut également le premier commandant. Son but était de gagner le conflit en Aceh, en menant une lutte contre la guerilla qui résistait à l'occupation néerlandaise de l'ancien sultanat.
Recrutant dans différents groupes indigènes (Amboinais, Javanais, Minahasa), le corps était formé de brigade d'environ 20 soldats commandées par des Européens. Ses effectifs totaux se montaient à environ 1 200 hommes. L'armement du soldat consistait en une carabine et un klewang, une sorte de sabre.